# Мисс Вселенная 2006
Мисс Вселенная 2006 (англ. Miss Universe 2006) — 55-й ежегодный конкурс красоты Мисс Вселенная, прошедший 23 июля 2006 года в Shrine Auditorium, Лос-Анджелес, США. Победительницей стала Сулейка Ривера из Пуэрто-Рико.
Конкурс в 2006 году прошёл впервые в Соединённых Штатах с 1998 года и второй раз в Лос-Анджелесе, в котором ранее прошёл конкурс в 1990 году. Республика Казахстан была представлена впервые, а следующие страны вернулись после нескольких лет отсутствия: Сент-Люсия (1977), Исландия (1997), Сент-Мартен (2000), Северные Марианские острова (2002), Аргентина (2003), Новая Зеландия (2003), Эстония (2004), Гана (2004), Сент-Винсент и Гренадины (2004), и Швеция (2004). В конкурсе также участвовало большинство участниц в своей истории (86), прибывших в Лос-Анджелес.
Наталья Глебова из Канады передала корону победительницы Сулейке Ривера из Пуэрто-Рико, по окончании 2-часового шоу. Её правление было самым длинным за всю историю «Мисс Вселенная»: 1 год и 2 месяца, с тех пор как она была коронована 31 мая 2005 в городе Бангкок, Таиланд.

## Результаты

### Места

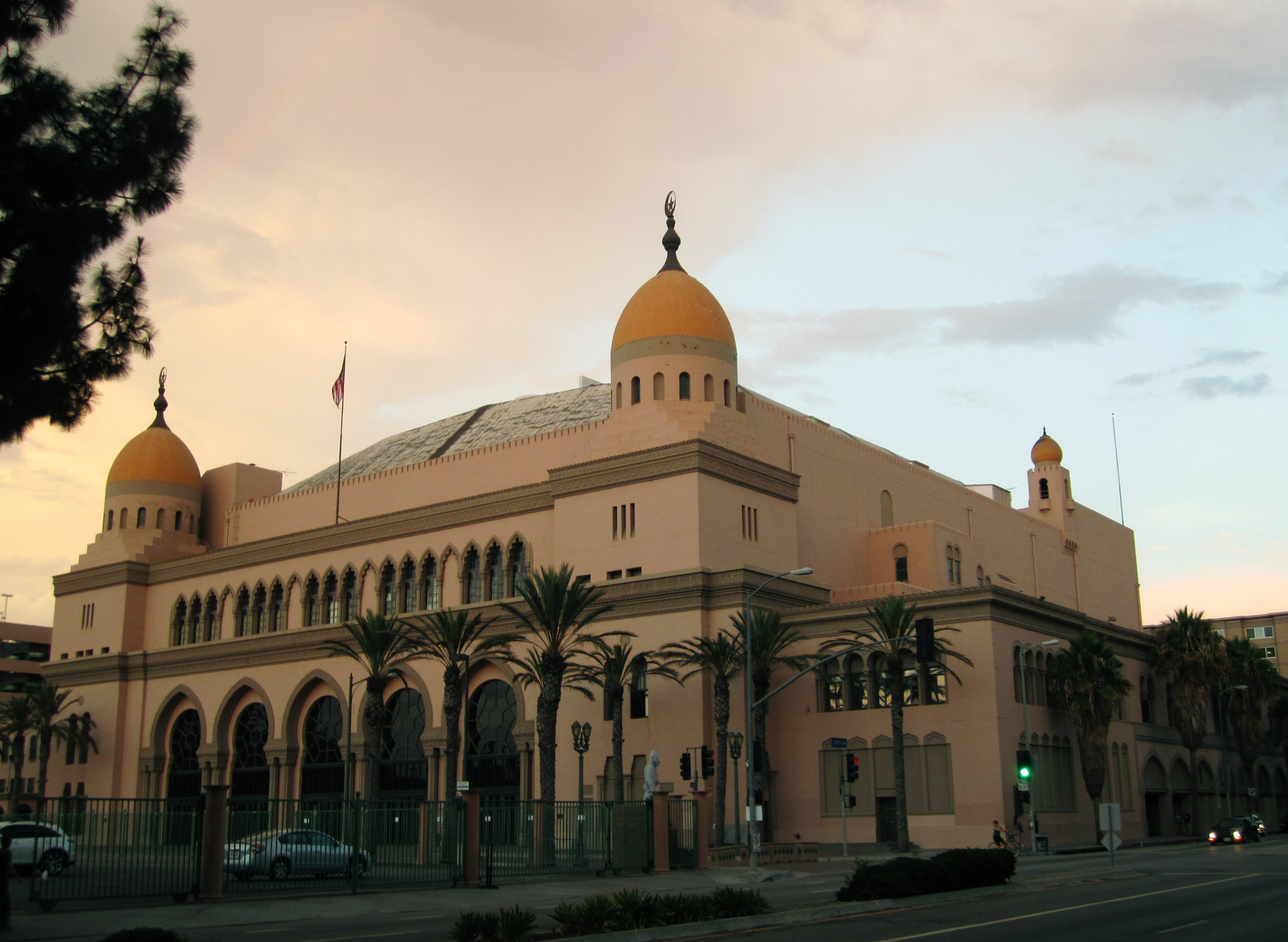
Shrine Auditorium место проведения «Мисс Вселенная 2006»

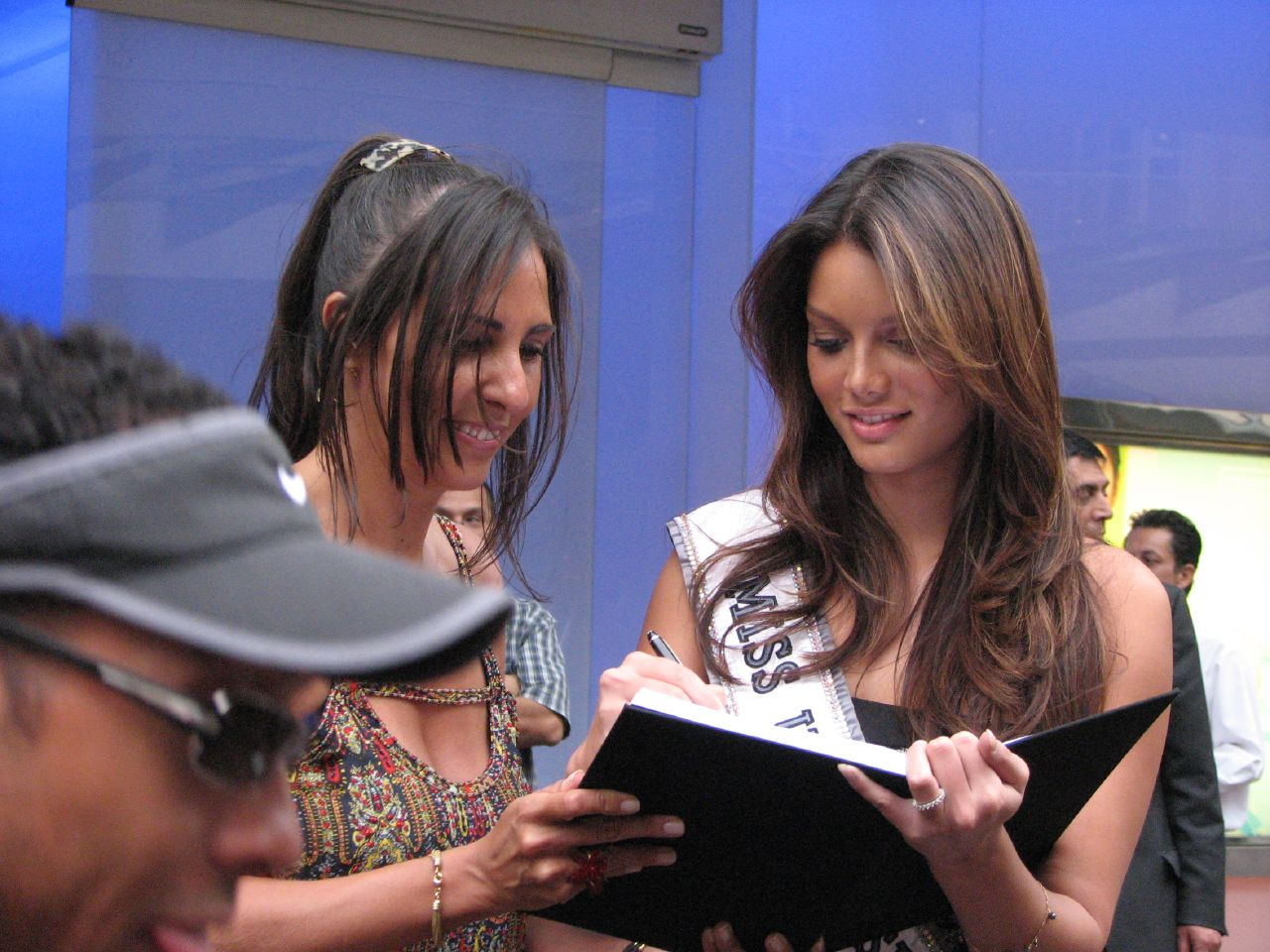
Мисс Вселенная раздаёт автографы

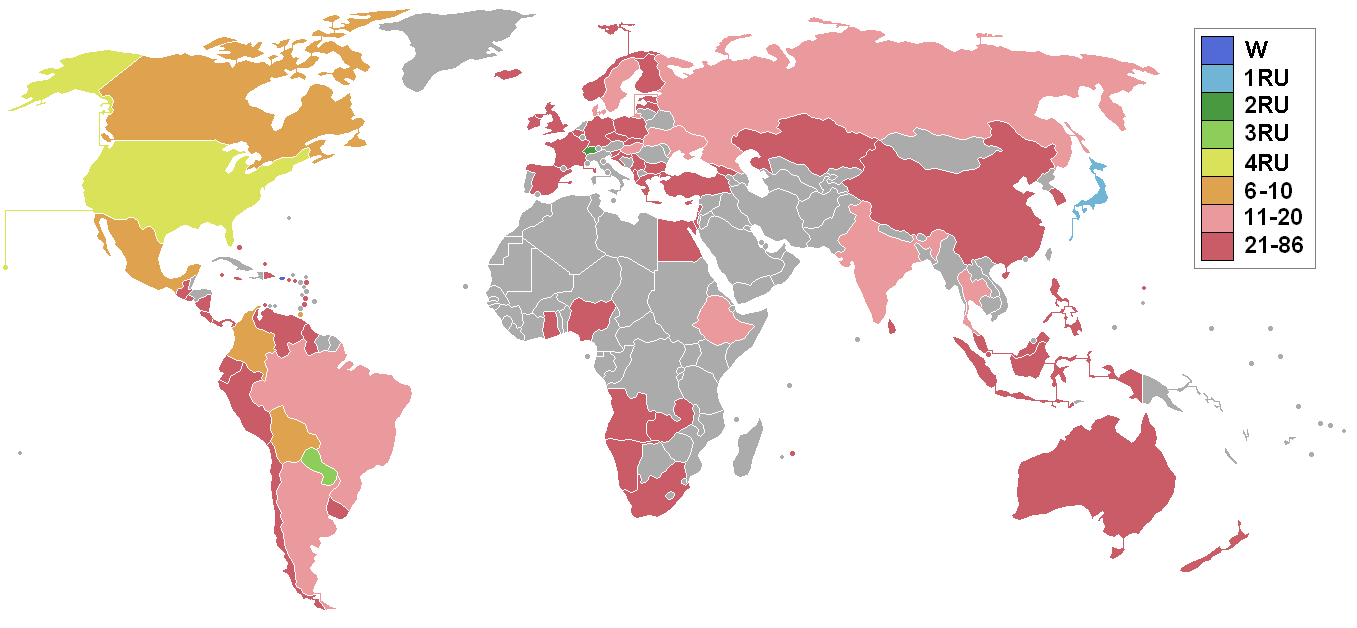
Страны-участницы конкурса «Мисс Вселенная» 2006 года

| Финальные результаты | Участница |
| -------------------- | --- |
| Мисс Вселенная 2006  | - Пуэрто-Рико — Сулейка Ривера |
| 1-я вице-мисс        | - Япония — Курара Чибана |
| 2-я вице-мисс        | - Швейцария — Лаурин Гиллерон |
| 3-я вице-мисс        | - Парагвай — Лурдес Аревалос |
| 4-я вице-мисс        | - США — Тара Коннер |
| Топ 10               | - Боливия — Дезире Дюран - Канада — Алис Паникян - Колумбия — Валлери Домингес - Мексика — Присцила Пералес - Тринидад и Тобаго — Кениша Том |
| Топ 20               | - Аргентина — Магали Ромителли - Бразилия — Рафаэлла Занелла - Дания — Бетина Фэрбай - Эфиопия — Дина Фекаду - Венгрия — Адриен Бенд - Индия — Неха Капур - Россия — Анна Литвинова - Швеция — Джозефин Алханко - Таиланд — Чарм Осатхононд - Украина — Инна Цимбалюк |

### Специальные награды
| Премия                     | Участница                      |
| -------------------------- | ------------------------------ |
| Мисс Конгениальность       | - Гана — Angela Asare          |
| Мисс Фотогеничность        | - Филиппины — Лиа Андреа Рамос |
| Лучший национальный костюм | - Япония — Курара Чибана       |

## Участницы

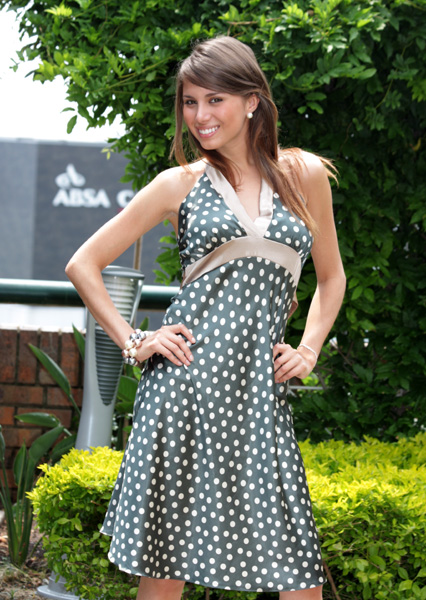
Мисс Уругвай Фатимих Давила

| Страна                   | Фото | Участница                                   | Возраст | Рост | Родной город |
| ------------------------ | ---- | ------------------------------------------- | ------- | ---- | ------------ |
| Австралия                |      | Эрин Макнаут (Erin McNaught)                |         |      |              |
| Албания                  |      | Эралда Хитай (Eralda Hitaj)                 |         |      |              |
| Ангола                   |      | Исмения Джуниор (Isménia Júnior)            |         |      |              |
| Антигуа и Барбуда        |      | Шэри МакЭван (Shari McEwan)                 |         |      |              |
| Аргентина                |      | Магали Ромителли (Magalí Romitelli)         |         |      |              |
| Аруба                    |      | Мелисса Лакле (Melissa Laclé)               |         |      |              |
| Багамские острова        |      | Саманта Картер (Samantha Carter)            |         |      |              |
| Бельгия                  |      | Татьяна Сильва (Tatiana Silva)              |         |      |              |
| Болгария                 |      | Галена Димова (Galena Dimova)               |         |      |              |
| Боливия                  |      | Дезире Дюран (Desiree Durán)                |         |      |              |
| Бразилия                 |      | Рафаэлла Занелла (Rafaela Zanella)          |         |      |              |
| Великобритания           |      | Джули Доэрти (Julie Doherty)                |         |      |              |
| Венгрия                  |      | Адриенн Бенд (Adrienn Bende)                |         |      |              |
| Венесуэла                |      | Хиктсад Винья (Jictzad Viña)                |         |      |              |
| Гайана                   |      | Алана Эрнест (Alana Ernest)                 |         |      |              |
| Гана                     |      | Анджела Азар (Angela Asare)                 |         |      |              |
| Гватемала                |      | Жаклин Пиччинини (Jackelinne Piccinini)     |         |      |              |
| Германия                 |      | Натали Акерман (Natalie Ackermann)          |         |      |              |
| Греция                   |      | Олимпия Хопсониду (Olympia Hopsonidou)      |         |      |              |
| Грузия                   |      | Екатерина Буадзе (Ekaterine Buadze)         |         |      |              |
| Дания                    |      | Бетина Фаурбай (Betina Faurbye)             |         |      |              |
| Доминиканская республика |      | Миа Таверас (Mía Taveras)                   |         |      |              |
| Египет                   |      | Фавзия Мохамед (Fawzia Mohamed)             |         |      |              |
| Замбия                   |      | Мофия Чизенга (Mofya Chisenga)              |         |      |              |
| Израиль                  |      | Анастасия Энтин (Anastacia Entin)           |         |      |              |
| Индия                    |      | Неха Капур (Neha Kapur)                     |         |      |              |
| Индонезия                |      | Надин Чандравината (Nadine Chandrawinata)   |         |      |              |
| Ирландия                 |      | Мелани Борехам (Melanie Boreham)            |         |      |              |
| Исландия                 |      | Сиф Арадоттир (Sif Aradóttir)               |         |      |              |
| Испания                  |      | Элизабет Рейес (Elisabeth Reyes)            |         |      |              |
| Казахстан                |      | Дина Нуралиева (Dina Nuraliyeva)            |         |      |              |
| Каймановы острова        |      | Ambuyah Ebanks (Ambuyah Ebanks)             |         |      |              |
| Канада                   |      | Алис Паникиан (Alice Panikian)              |         |      |              |
| Кипр                     |      | Елена Иеродиакону (Elena Ierodiakonou)      |         |      |              |
| Китай                    |      | Gao Yinghui (Gao Yinghui)                   |         |      |              |
| Колумбия                 |      | Валери Домингес (Valerie Domínguez)         |         |      |              |
| Коста-Рика               |      | Фабриэла Кесада (Fabriella Quesada)         |         |      |              |
| Латвия                   |      | Санита Кублина (Sanita Kubliņa)             |         |      |              |
| Ливан                    |      | Габриэль Боу Рашед (Gabrielle Bou Rached)   |         |      |              |
| Маврикий                 |      | Изабель Анту (Isabelle Antoo)               |         |      |              |
| Малайзия                 |      | Мелисса Анн Тан (Melissa Ann Tan)           |         |      |              |
| Мексика                  |      | Присцила Пералес (англ. Priscila Perales)   |         |      |              |
| Намибия                  |      | Анна Нашанди (Anna Nashandi)                |         |      |              |
| Нигерия                  |      | Tienepre Oki (Tienepre Oki)                 |         |      |              |
| Никарагуа                |      | Кристиана Фриксионе (Cristiana Frixione)    |         |      |              |
| Новая Зеландия           |      | Элизабет Грей (Elizabeth Gray)              |         |      |              |
| Норвегия                 |      | Мартина Йонассен (Martine Jonassen)         |         |      |              |
| Панама                   |      | Алессандра Мескита (Alessandra Mezquita)    |         |      |              |
| Парагвай                 |      | Лурдес Аревалос (Lourdes Arévalos)          |         |      |              |

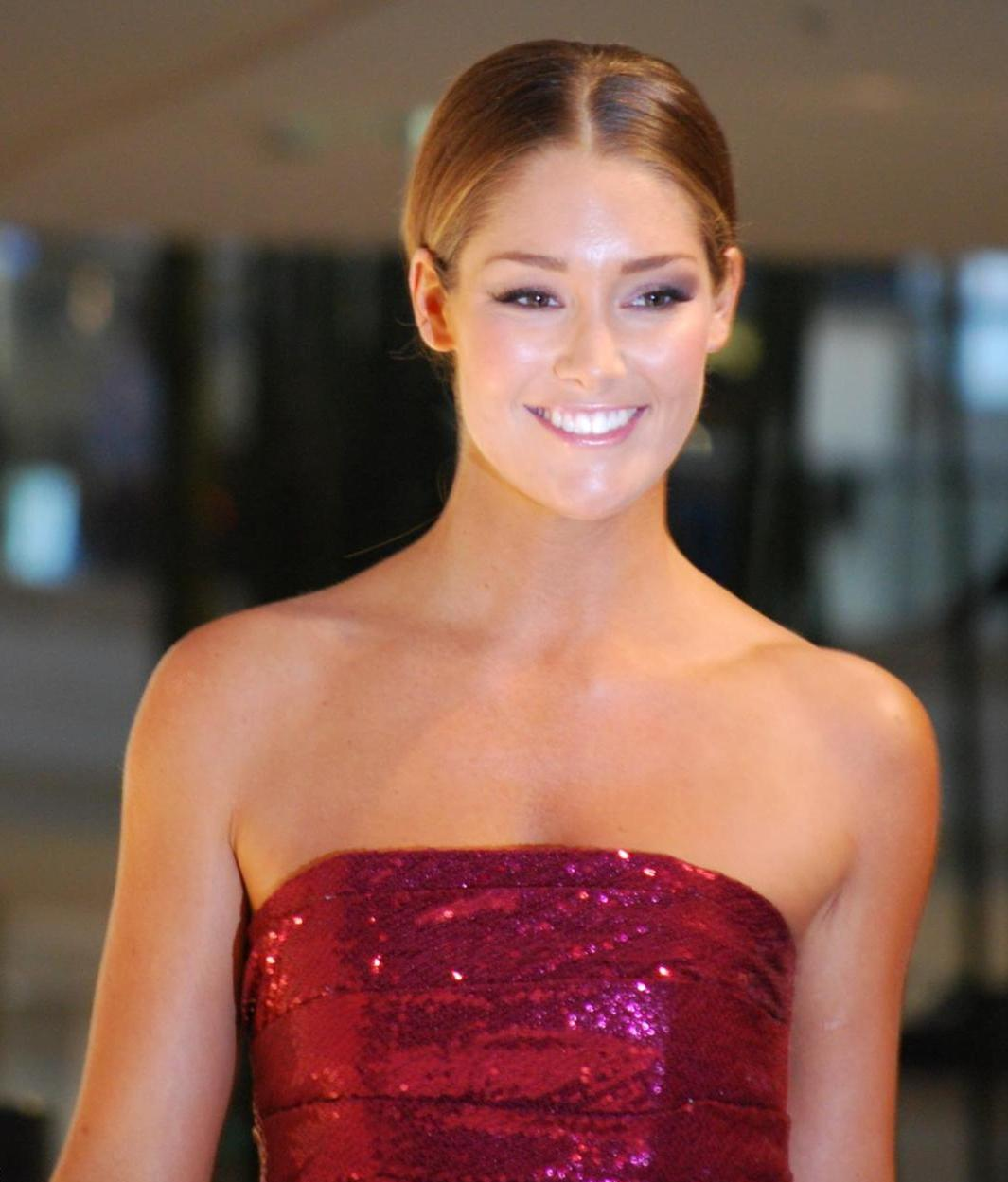
Мисс Австралия Эрин МакНаут

| Перу                     |      | Фиорелла Виньяс (Fiorella Viñas)            |         |      |              |
| Польша                   |      | Франсис Судницка (Francys Sudnicka)         |         |      |              |
| Пуэрто-Рико              |      | Сулейка Ривера (Zuleyka Rivera)             |         |      |              |
| Россия                   |      | Анна Литвинова (Anna Litvinova)             |         |      |              |
| Сербия и Черногория      |      | Нада Милинич (Nada Milinić)                 |         |      |              |
| Сингапур                 |      | Кэрол Чеонг (Carol Cheong)                  |         |      |              |
| Словакия                 |      | Юдита Хрубиова (Judita Hrubyová)            |         |      |              |
| Словения                 |      | Наташа Пиноза (Nataša Pinoza)               |         |      |              |
| Сент-Люсия               |      | Саша Эндрю-Рос (Sascha Andrew-Rose)         |         |      |              |
| Сент-Винсент и Гренадины |      | Шиверн Питерс (Shivern Peters)              |         |      |              |
| США                      |      | Тара Коннер (Tara Conner)                   |         |      |              |
| Таиланд                  |      | Charm Osathanond (Charm Osathanond)         |         |      |              |
| Тринидад и Тобаго        |      | Кениша Том (Kenisha Thom)                   |         |      |              |
| Турция                   |      | Кейла Киразли (Ceyla Kirazlı)               |         |      |              |
| Украина                  |      | Инна Цимбалюк (Inna Tsymbalyuk)             |         |      |              |
| Уругвай                  |      | Фатими Давила (Fatimih Dávila)              |         |      |              |
| Финляндия                |      | Нинни Лааксонен (Ninni Laaksonen)           |         |      |              |
| Франция                  |      | Александра Розенфельд (Alexandra Rosenfeld) |         |      |              |
| Хорватия                 |      | Бильяна Манчиц (Biljana Mančić)             |         |      |              |
| Чехия                    |      | Рената Лагманнова (Renata Langmannová)      |         |      |              |
| Швейцария                |      | Лориан Жиллерон (Lauriane Gilliéron)        |         |      |              |
| Швеция                   |      | Джозефин Алханко (Josephine Alhanko)        |         |      |              |
| Шри-Ланка                |      | Жаклин Фернандес (Jacqueline Fernandez)     |         |      |              |
| Эстония                  |      | Кирке Клеммер (Kirke Klemmer)               |         |      |              |
| Эфиопия                  |      | Дина Фекаду (Dina Fekadu)                   |         |      |              |
| ЮАР                      |      | Тули Ситоле (Thuli Sithole)                 |         |      |              |
| Южная Корея              |      | Ким Джо-Хи (Kim Joo-hee)                    |         |      |              |
| Ямайка                   |      | Синди Райт (Cindy Wright)                   |         |      |              |
| Япония                   |      | Курара Кибана (Kurara Chibana)              |         |      |              |

### Судьи
- Амелия Вега — Мисс Вселенная 2003
- Марк Черри
- Клаудия Джордан — Мисс Род-Айленд США 1997
- Том Грин
- Эмитт Смит
- Джеймс Лесур
- Мария Селеста Аррас
- Патрик МакМуллан
- Сантино Райс
- Бриджет Уилсон — Мисс Тин США 1990
- Шон Язбек

### Дебют
- Казахстан участвовал в конкурсе в первый раз.

### Отказались
- Барбадос, Белиз, Кюрасао, Италия, Кения, Нидерланды и Вьетнам участвовали в Мисс Вселенная 2005, но не участвовали в 2006 году.

### Вернулись
- Сент-Люсия в последний раз участвовала в 1977.
- Исландия в последний раз участвовала в 1997.
- Сент-Мартен в последний раз участвовал в 2000.
- Северные Марианские острова в последний раз участвовала в 2002.
- Аргентина и Новая Зеландия в последний раз участвовали в 2003.
- Каймановы острова, Эстония, Гана, Сент-Винсент и Гренадины и Швеция в последний раз участвовала в 2004.

## Подробнее об участницах

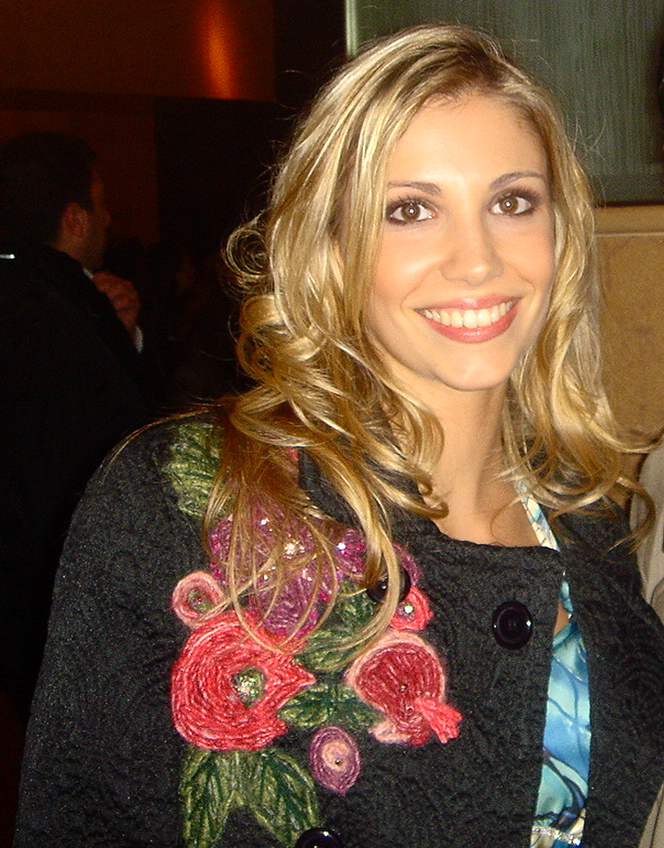
Александра Розенфельд Мисс Европа 2006

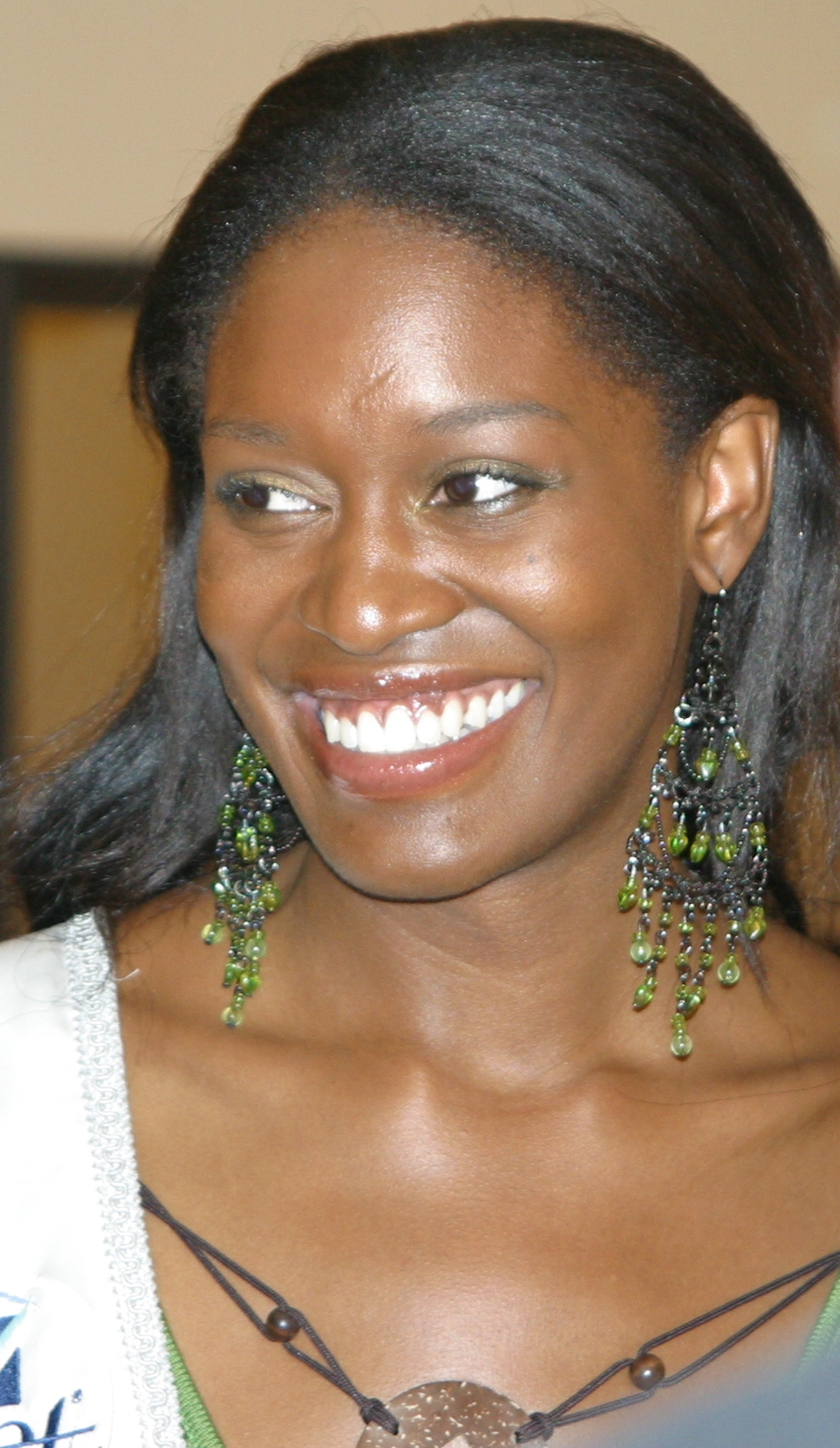
Тули Ситоле, Мисс Южная Африка 2005

- Пять участниц конкурса также участвовали в конкурсе Мисс Мира. Представительница Трининада и Тобаго Кениша Том участвовала в Мисс Мира 2004, где вошла в Топ-15. Представительница Сент-Люсии Саша Эндрю-Рос также участвовала в Мисс Мира 2004, но не заняла призового места. Лаурин Джилерон из Швейцарии и Татьяна Силва из Бельгии участвовали в Мисс Мира 2005.
- Мисс Франция Александра Розенфельд победила на конкурсе Мисс Европа 2006[1].
- Мисс Индонезия, Надин Чандравината, по происхождению немка.
- Анна Нашанди из Намибии участвовала в Мисс Мира 2006, где вошла в Топ-17.
- Наряд для финального тура в вечерних платьях, проходившего во время конкурса Мисс США, на котором победила Тара Коннер, был разработан на реалити-шоу «Проект Подиум».
- Мисс Колумбия — родственница Мисс Колумбия 2005 (которая не смогла попасть на Мисс Вселенная 2005). По другой линии родственница двоюродного брата поп-певицы Шакиры.
- Мисс Маврикий, Изабель Анту, сестра Мисс Маврикий 2004, Мегали Анту, которая участвовала в Мисс Вселенная 2005 в Таиланде.
- Мисс Мексика Присцила Пералес[англ.] участвовала в Мисс Интернешнл 2007, в котором победила. Она первая мексиканка с таким титулом.
- Мисс Перу Фиорелла Винас участвовала в конкурсе Miss Caribbean Hibicous, на котором заняла второе место.
- На этом конкурсе наибольшее количество участниц — 86.
- Страны, которые направили участниц в прошлом году, но не смогли послать на этот конкурс: Барбадос, Белиз, Кюрасао, Италия, Кения, Нидерланды и Вьетнам.
- Хотя выбрали участниц, Британские Виргинские острова и Португалия, в конечном счете, не приняли участие в этом конкурсе. Британские Виргинские острова выбрали Дерию Иосифу, а в Португалии была выбрана Марина Родригес.
- Это первый раз, когда Россия вышла в полуфинал после отказа от титула Оксаны Федоровой в 2002.
- Нада Милинич была под титулом Serbia & Montenegro на конкурсе. В 2007 году Сербия и Черногория прислали каждая свою представительницу.
- Зулейка Ривера, победительница Мисс Вселенная 2006, она была Мисс Вселенная всего лишь около 10 месяцев, так как «Мисс Вселенная 2005» Наталья Глебова из Канады, это был самый длинный срок в истории конкурса.
- Пуэрто-Рико занял подряд места: вторая вице-мисс на Мисс Вселенная 2004, 1 вице-мисс на Мисс Вселенная 2005, и победительница в конкурсе Мисс Вселенная 2006.
- Фабриела Кесада, Мисс Коста-Рика, победила на конкурсе Miss Reina Internacional del Cafe 2007. Она также победила в Miss Teen International 2002.
- Миа Таверас, Мисс Доминиканская республика, участвовала в Miss Continente Americano 2006.
- Кристина Фриксионе, Мисс Никарагуа, выиграла в конкурсе World Miss University 2006 в Южной Корее.
- Дина Нуралиева (Казахстан) участвовала в конкурсе Мисс Мира 2009, где вошла в Топ-16.

## Дополнительно
- Лос-Анджелес принимал конкурс во второй раз, предыдущий прошел здесь в 1990 году. Это первый раз конкурс был проведен в Соединенных Штатах с 1998 года (когда был проведен конкурс на Гавайских островах).

Судьями в 2006 году стали:
- Амелия Вега ("Мисс Вселенная 2003);
- Клаудиа Иордания (финалистка Мисс США, в настоящее время модель;
- экс-Даллас Cowboy Эммитт Смит;
- актёр Джеймс Лесер (сериал «Лас-Вегас NBC»)
- Мария Селеста Arraras (ведущая канала Telemundo 'Аль- Рохо Vivo Con);
- модный фотограф Патрик Мак-Муллан; Project Runway'
- Сантино Райс; участник 5 сезона Ученик
- Шон Язбек; актриса и Мисс Тин США 1990;
- Бриджит Уилсон-Сампрас;
- актёр и комик Том Грин, также писатель Марк Черри;
- актриса Бо Дерек должна была быть судьей, а позднее была заменена;
- в этом году были выбраны Топ-20, вместо обычных Топ-15.